# Jeong Ho-jeong
Đây là một tên người Triều Tiên, họ là Jeong.
Jeong Ho-Jeong  (tiếng Hàn: 정호정; sinh ngày 1 tháng 9 năm 1988) là một hậu vệ bóng đá Hàn Quốc. Hiện tại anh thi đấu cho Busan IPark.

## Sự nghiệp câu lạc bộ
Jeong là một trong những cầu thủ tuyển của Seongnam mùa giải K League 2010.  Không được sử dụng trong toàn bộ mùa giải 2010, Jeong cuối cùng cũng ra mắt chuyên nghiệp trong trận đấu ở vòng 1 của Seongnam tại Cúp Liên đoàn bóng đá Hàn Quốc 2011, trước Pohang Steelers ngày 16 tháng 3 năm 2011.

## Thống kê sự nghiệp câu lạc bộ
Tính đến 3 tháng 12 năm 2017
| Thành tích câu lạc bộ | Thành tích câu lạc bộ | Thành tích câu lạc bộ | Giải vô địch | Giải vô địch | Cúp     | Cúp       | Cúp Liên đoàn | Cúp Liên đoàn | Khác     | Khác      | Tổng cộng | Tổng cộng |
| Mùa giải              | Câu lạc bộ            | Giải vô địch          | Số trận      | Bàn thắng    | Số trận | Bàn thắng | Số trận       | Bàn thắng     | Số trận  | Bàn thắng | Số trận   | Bàn thắng |
| Hàn Quốc              | Hàn Quốc              | Hàn Quốc              | Giải vô địch | Giải vô địch | Cúp FA  | Cúp FA    | Cúp Liên đoàn | Cúp Liên đoàn | Play-off | Play-off  | Tổng cộng | Tổng cộng |
| --------------------- | --------------------- | --------------------- | ------------ | ------------ | ------- | --------- | ------------- | ------------- | -------- | --------- | --------- | --------- |
| 2010                  | Seongnam Ilhwa Chunma | K League 1            | 0            | 0            | 0       | 0         | 0             | 0             | 0        | 0         | 0         | 0         |
| 2011                  | Seongnam Ilhwa Chunma | K League 1            | 7            | 0            | 0       | 0         | 3             | 0             | -        | -         | 10        | 0         |
| 2012                  | Sangju Sangmu         | K League 1            | 15           | 0            | 1       | 0         | 0             | 0             | 0        | 0         | 16        | 0         |
| 2013                  | Sangju Sangmu         | K League 2            | 6            | 0            | 1       | 0         | 0             | 0             | 0        | 0         | 7         | 0         |
| 2014                  | Gwangju FC            | K League 2            | 28           | 0            | 1       | 0         | 0             | 0             | 0        | 0         | 29        | 0         |
| 2015                  | Gwangju FC            | K League 1            | 28           | 0            | 0       | 0         | 0             | 0             | 0        | 0         | 28        | 0         |
| 2016                  | Gwangju FC            | K League 1            | 28           | 0            | 0       | 0         | 0             | 0             | 0        | 0         | 28        | 0         |
| 2017                  | Busan IPark           | K League 2            | 25           | 0            | 2       | 0         | 0             | 0             | 1        | 0         | 28        | 0         |
| Tổng cộng sự nghiệp   | Tổng cộng sự nghiệp   | Tổng cộng sự nghiệp   | 137          | 0            | 5       | 0         | 3             | 0             | 1        | 0         | 146       | 0         |